# Nisa de Capadocia

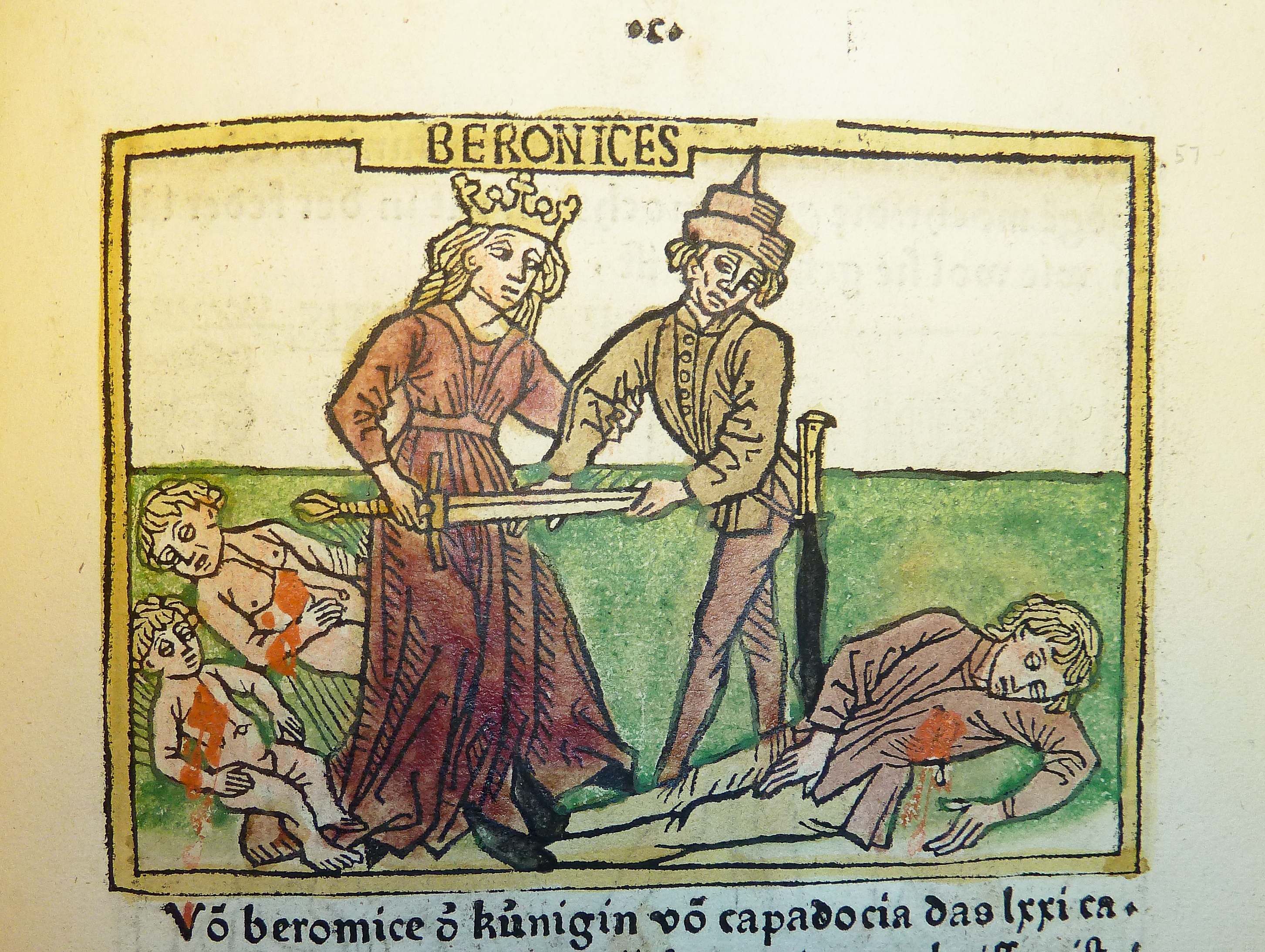
Xilografía de Nisa asesinando a sus hijos.

Nisa o Nyssa (en griego: Νύσ(σ)α: Νύσ(σ)α, fl. 126 a. C.) fue una princesa del Reino del Ponto y reina de Capadocia. Fue gobernanta de Capadocia en nombre de su hijo menor en 130-126 a. C..
Nisa era de ascendencia griego-macedonia y persa. Era hija del rey Farnaces I del Ponto y la reina Nisa, mientras que su hermano era el príncipe de Ponto y rey, Mitrídates V Evergetes. Nisa es también conocida como Laodice. Nisa fue también el nombre de su madre, que se cree que murió de parto, cuando dio a luz a ella o a su hermano. Nació y se crio en el Reino del Ponto.
En algún momento después de que 160 a. C., Nisa se casó con Ariarates V. A pesar de que este matrimonio fue un arreglo, Nisa y Ariarathes V eran parientes lejanos, de la línea de la dinastía seléucida y de los monarcas de Ponto. A través de su matrimonio con Ariarathes V, se convirtió en reina de Capadocia.
Ariarathes V y Nisa fueron atraídos por la cultura de Atenas. Nisa había dado regalos a los atenienses o había obtenido algún favor de ellos. Nisa y Ariarathes V fueron honrados como patronos por los artistas de Dioniso en Atenas. El gremio votó un decreto en honor de Nisa y su marido, colocó una estatua de Ariarathes V, en su santuario, y celebró los cumpleaños de Nisa y Ariarathes V, en reconocimiento de los regalos que los artistas habían recibido de ellos.
Ariarathes V había muerto en 130 BC y su hijo más joven con Nisa, Ariarates VI, le sucedió. Durante su matrimonio, Nisa tuvo otros cinco hijos, pero en un momento dado los había envenenado, para obtener el gobierno del reino. Ariarathes VI era todavía demasiado joven para gobernar, así que Nisa actuó como su regente. Nisa ejerció de regente entre 130 a. C.-126 a. C..
Diversas acuñaciones de la regencia han sobrevivido. Una acuñación muestra los bustos de los retratos de Nisa y Ariarathes VI. Por el reverso de la moneda, declara sus títulos reales en griego: ΒΑΣΙΛΙΣΣΗΣ ΝΗΣΗΣ ΚΑΙ ΒΑΣΙΛΕΩΣ ΑΡΙΑΡΑΘΟΥ ΕΠΙΦΑΝΟΥΣ ΤΟΥ ΓΙΟΥ, que significa de la reina Nisa y el rey Ariarathes Epiphanes su hijo. Al lado de sus títulos reales, muestra la antigua diosa griega Atenea, portando la Niké.
Los ciudadanos de Capadocia, que eran leales a la dinastía gobernante, condenaron a muerte a Nisa por su crueldad y dejaron continuar a Ariarates VI como rey de Capadocia. La regencia de Nisa refleja un periodo de turbulencia en la familia real, que acabó con su muerte. La muerte de Nisa fue el principio del fin de la dinastía gobernante nativa de Capadocia. Sus nietos Ariarates VII y Ariarates VIII fueron los últimos reyes de la dinastía nativa que gobernó Capadocia.